# Бородино (Лотошинский район)
Бородино́ — деревня в Лотошинском районе Московской области России.
Относится к сельскому поселению Ошейкинское, до реформы 2006 года относилась к Ошейкинскому сельскому округу. По данным Всероссийской переписи 2010 года численность постоянного населения деревни составила 6 человек (4 мужчин, 2 женщины).

## География
Расположена на левом берегу реки Большой Сестры при её впадении в Ламу, примерно в 18 км к востоку от районного центра — посёлка городского типа Лотошино. Юго-восточнее — пруды рыбкомбината «Лотошинский». Ближайшие населённые пункты — деревни Брыково и Доры.

## История
До 1929 года входила в состав Ошейкинской волости 2-го стана Волоколамского уезда Московской губернии.
По сведениям 1859 года в деревне было 17 дворов и проживало 145 жителей (80 мужчин и 65 женщин), по данным на 1890 год число душ мужского пола составляло 85, по материалам Всесоюзной переписи населения 1926 года проживало 246 человек (111 мужчин, 135 женщин), насчитывалось 52 крестьянских хозяйства, располагался сельсовет.

## Население
| 1852 | 1859 | 1926 | 2002 | 2006 | 2010 |
| ---- | ---- | ---- | ---- | ---- | ---- |
| 145  | →145 | ↗246 | ↘18  | ↘12  | ↘6   |